# Aspergillus oryzae
Pour les articles homonymes, voir Kōji (homonymie).
Espèce
Aspergillus oryzae (syn. Aspergillus flavus var. oryzae) est une espèce de champignons microscopiques, de la famille des Trichocomaceae, classe des ascomycètes, appartenant aux moisissures « nobles », proche de Penicillium, et donc des moisissures des fromages à pâte persillée.
Il peut être aisément cultivé sur divers milieux naturels (carotte, céréale…) ou synthétiques (liquide de Raulin, etc.). Dès la plus haute Antiquité, il a été cultivé en Chine, avec d'autres micro-organismes pour former un ferment nommé qū (麴), servant à produire du vin de céréale (huangjiu).
À la période médiévale, les Japonais apprirent à cultiver ce ferment, appelé kōji en japonais.
Les progrès en génie génétique ont conduit à l'utilisation d’Aspergillus oryzae dans la production d'enzymes industrielles par les nouvelles biotechnologies.

## Étymologie

Conidiophore d’Aspergillus.

Le nom de genre Aspergillus dérive de la racine latine aspergillum « goupillon, aspersoir » et du suffixe taxonomique -us.
Vue au microscope, l'Aspergillus, ressemble à un goupillon aspergeant l’eau bénite (les conidies).
L’épithète spécifique oryzae est la déclinaison latine de orȳza f (génitif orȳzae) « riz ». Le latin a emprunté ce terme au grec ὄρῡζα (órūza), ὄρῡζον (órūzon).

## Utilisations
Le ferment ou « levure de riz » fabriqué avec Aspergillus oryzae est très largement utilisée dans l'industrie agroalimentaire et biotechnologique en Asie pour la saccharification, la production d'enzymes et d'acides organiques.

### Alimentation
Au Japon, la préparation du ferment nommé koji (麹, kōji) se fait en ensemençant un substrat riche en amidon avec une culture pure d’Aspergillus, notamment d’Aspergillus oryzae, pour :
- la préparation du saké (vin de riz) et du shōchū, eau-de-vie de céréale japonaise ;
- la transformation des grains de soja pour la production de miso, de shōyu (sauce de soja) ou de tamari.

La matière première du saké est du riz finement usiné à faible teneur en amylose, à basse température de gélatinisation et à cœur blanc. Ces caractéristiques facilitent le gonflement, la cuisson et la pénétration par le mycélium de A. oryzae. Ce riz, cuit à la vapeur, est alors mélangé avec le kōji pour être hydrolysé en deux à trois jours.
En Chine, les ferments qu traditionnels sont des cultures complexes de moisissures (Aspergillus spp., Rhizopus spp., Mucor, etc.), de levures (Saccharomyces cerevisiae, etc.) et de bactéries (Bacillus subtilis, etc.).  La moisissure Aspergillus oryzae apparaît dans le ferment de blé (麦曲, màiqū) ou le grand ferment (大曲, dàqū) utilisés pour :
- provoquer la fermentation de céréale et donner divers vins de céréale (huangjiu,  黄酒) qui, une fois distillés, donnent l'eau-de-vie baijiu ;
- provoquer la fermentation de graines de soja pour préparer la sauce soja (jiangyou, 酱油), le miso (weiceng, 味噌) et la sauce tianmianjiang (甜面酱).

La fabrication du fameux vin de riz de Shaoxing combine l'emploi de deux ferments (ou starters) : le koji (pour 17 %) fait de blé étuvé ensemencé d'A. oryzae pur et le ferment qu de blé (83 %), obtenu par inoculation naturelle de blé.

### Biotechnologie
Aspergillus oryzae est aussi utilisé dans les processus biotechnologiques pour la production de certaines enzymes commerciales, comme l'alpha-amylase, la glucoamylase, des protéases, les xylanases, glutaminases, la lactase, la cutinase, la lipase,.
Il est reporté une activité de type production antibiotique contre candida albicans.
Confrontés au problème de l'émission de gaz à effet de serre par les énergies fossiles, de nombreux centres de recherche se sont orientés vers le développement de biocarburants à partir de la biomasse, par des procédés biotechnologiques inspirés de la fabrication industrielle du saké à partir de l'amidon de riz, développée par Jokichi Takamine à la fin du XIXe siècle. Une partie du bioéthanol de première génération est obtenu à partir de l'amidon du blé ou du maïs, par hydrolyse enzymatique de l'amidon puis fermentation. La farine de céréale, mélangée à de l'eau et à de l'alpha-amylase, passe à travers des cuiseurs où l'amidon du grain est liquéfié. Ensuite l'addition de glucoamylase provoque la conversion de l'amidon liquéfié en sucres fermentescibles. L'ajout de levure suffit à lancer la fermentation alcoolique produisant l'éthanol. La production d'éthanol-carburant à partir de matières amylacées nécessite des amylases commerciales qui sont actuellement assez onéreuses. Des études visent à produire des glucoamylases d’Aspergillus oryzae par fermentation en milieu solide sur des résidus agricoles bon marché, comme le son de blé, de riz, la bagasse de canne à sucre etc.
Actuellement, plusieurs programmes de recherche dans le monde visent à valoriser la partie lignocellulosique de la biomasse à faible valeur (résidus d'exploitations agricoles et forestières) plutôt que les produits à haute valeur. Dans la nature, la biodégradation de la cellulose est essentiellement réalisée par des bactéries (Ruminococcus, Clostridium, etc.) et des champignons (Aspergillus, Schizophyllum, Penicillium, Trichoderma…). Pour la mise en œuvre industrielle de l'hydrolyse enzymatique de la cellulose, l'intérêt s'est surtout porté sur Trichoderma reesei qui est capable de sécréter des concentrations importantes de cellulases (enzymes dégradant la cellulose). Et pour remédier à certaines lacunes des cellulases de T. reesei, on pourrait recourir aux β-glucosidases d’Aspergillus. D'autres procédés envisagent de cloner le gène de glucoamylase d' A. oryzae ou A. niger dans la levure.
Aspergillus oryzae est aussi la source prépondérante de protéases neutres (NPI & NPII) qui montrent une grande affinité pour les acides aminés hydrophobes et est donc capable d'enlever l'amertume des aliments. Plusieurs industries agroalimentaires utilisent les protéases, comme l'industrie laitière (pour l'affinage des fromages) ou la boulangerie pour modifier le gluten de blé par une protéolyse limitée. L'industrie pharmaceutique utilise aussi des protéases d' A. oryzae comme aide à la digestion.
L'aminopeptidase est une enzyme catalysant le clivage d'acide aminé de la terminaison amine des protéines. L'aminopeptidase de A. oryzae a attiré l'attention parce que la libération enzymatique d'acides aminés et de peptides est un moyen d'accroître la saveur des aliments fermentés. C'est aussi un agent hypotensif.
A. oryzae est capable de produire la glutaminase une enzyme de conversion de la glutamine en acide glutamique (ou glutamate), un des composants principaux de la saveur de la sauce soja.
Certaines personnes tolérant mal le sucre du lait (ou lactose), des programmes de fabrication de lait à faible teneur en lactose ont été développés. L'enzyme hydrolysant le lactose (ou lactase) peut être préparée à partir de A. oryzae qui est considérée comme une moisissure sans danger.
La première production industrielle d'enzyme par A. oryzae fut la lipase pour les détergents à lessives en 1988. En fromagerie, la lipase en hydrolysant les matières grasses, contribue à rehausser la saveur des crèmes et des fromages.
| Quelques exemples d'enzymes produites par A. oryzae par fermentation (d'après BRENDA, Pariza et al, Belmessikh) |              |                                                |                             |
| Enzymes | Classe       | Applications industrielles                     | Références                  |
| α-amylases | Carbohydrase | Panification, sirops de glucose                | Kavanagh, 2005              |
| Glucoamylases                                                                                                   | Carbohydrase | Panification, saké, shoyu, bioéthanol          | Oda, 2006                   |
| Protéases | Protéase     | Sauce soja, fromagerie, panification, tannerie | Sumantha et al., 2005       |
| Aminopeptidase                                                                                                  | Protéase     | Agent de sapidité                              | Marui                       |
| Xylanases | Hydrolase    | Bioblanchiment, panification                   | Ward et al., 2006           |
| Glutaminases |              | Sauce soja, traitement de la leucémie          | Thammarongtham et al., 2001 |
| Lactases | Carbohydrase | Hydrolyse du lactoserum acide                  | Neelakantan et al., 1999    |
| Cutinases | Hydrolase    | Recyclage des plastiques biodégradables        | Machida et al., 2008        |
| Lipases | Lipase       | Fromagerie, détergents à lessives              | Neelatantan et al., 1999    |

## Histoire
À la fin du XIXe siècle, le professeur allemand Herman Ahlburg, qui avait été invité à enseigner à l’École de médecine de Tokyo, analysa le ferment koji utilisé pour la fabrication du saké. Il identifia dans le koji une moisissure qu'il nomma Eurotium oryzae Ahlburg (en 1876) et qui fut ensuite renommée en 1883 par le microbiologiste allemand Ferdinand Julius Cohn Aspergillus oryzae (Ahlburg) Cohn. Une description morphologique complète ne fut donnée qu'en 1895 par Wehmer.

## Morphologie et physiologie
Comme tous les Aspergillus, A. oryzae est formé d'un réseau de filaments hyalins (le mycélium), de diamètre fin et régulier, septés (cloisonnés) et ramifiés. Sur ces filaments prennent naissance des filaments dressés, qui eux ne sont pas cloisonnés, et qui se terminent par une vésicule sur laquelle sont disposées des cellules conidiogènes (formant des spores ou conidies). Ces spores, produits par division mitotique, assure une reproduction asexuée du champignon.
A. oryzae se développe rapidement sur des milieux classiques (géloses au malt et Sabouraud) à 22−25 °C. Il forme alors des colonies duveteuses à poudreuses, d'abord de couleur blanche, puis jaune et enfin vert jaunâtre.
Le séquençage du génome d’Aspergillus oryzae, tenu un moment secret, a finalement été publié en 2005 par une équipe de biologistes Japonais de Tsukuba. Il contient 12 074 gènes soit 7 à 9 millions de bases d'ADN de plus que A. fumigatus et A. nidulans. Ces gènes supplémentaires seraient impliqués dans la synthèse et le transport de nombreux métabolites secondaires, non directement engagés dans la croissance et la reproduction normale. La comparaison de plusieurs génomes d’Aspergillus a révélé que A. oryzae (et A. fumigatus) contenait des gènes de type sexuels.

## Toxicologie
A. oryzae produit un certain nombre de métabolites secondaires connus pour être toxiques pour l'homme. La table ci-dessous répertorie cinq d'entre eux avec leur dose létale médiane (DL50 dose causant la mort de 50 % d'une population animale).
L'acide cyclopiazonique peut être extrait de culture de A. oryzae sur milieu solide ou liquide. Cet acide abolit la fonction du reticulum sarcoplasmique. La dose journalière acceptable pour l'homme est de 700 μg/jour.
L'acide kojique est produit par de nombreuses souches d’Aspergillus et Penicellium. Il n'est pas dangereux aux doses présentes dans les aliments. L'aspergillomarasmine a été isolé dans A. oryzae en tant que phytotoxine. Il a été montré qu'il avait des effets inhibiteurs sur l'enzyme de conversion de l'angiotensine  ECA. L'acide 3-nitropropionique produit par A. oryzae est une neurotoxine, conduisant à un dysfonctionnement des mitochondries.
La production d'aflatoxine par A. oryzae a été l'objet de controverses. Les aflatoxines sont de redoutables cancérigènes naturels, qui peuvent contaminer les graines d'arachides, de maïs, de blé etc. Il est établi maintenant que A. oryzae ne produit pas d'aflatoxines et que les fausses identifications viendraient d'une mauvaise identification de A. oryzae, avec des souches très proches sur le plan taxonomique du groupe A. flavus.
Si A. flavus et A. parasiticus sont les principaux producteurs d'aflatoxines, A. oryzae ne produisant pas d'aflatoxine, il est considéré comme sans danger ou GRAS (Generally recognized as safe) par la FDA.
| Métabolites secondaires produits par A. oryzae et DL50 d'après C. Blumenthal, 2003 ; IP intrapéritonéale, IV intraveineuse, O orale |                     |      |
| Métabolite | DL50 (mg/kg)        | Voie |
| Acide cyclopiazonique | 2 (rat) 64 (souris) | IP O |
| Acide kojique | 250 (souris)        | IP   |
| Aspergillomarasmine | 160 (souris)        | IV   |
| Acide 3-nitropropionique | 67 (rat)            | IP   |
| Violacetine | 45 (souris)         | IP   |

## Mode d'action
- La saccharification

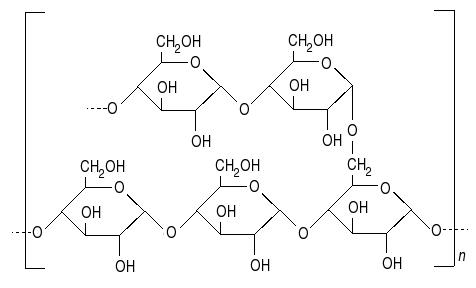
Structure de l'amylopectine, avec des liaisons α(1→4) sur la chaîne principale reliée par des liaisons α(1→6) aux ramifications

L’aspergillus amorce la dégradation de l'amidon contenu dans la céréale en produisant les sucres qui permettront, à leur tour, la fermentation avec l'aide de levures ou de bactéries. Cette saccharification est due à la sécrétion d'une amylase particulière, l'α-amylase ou takadiastase, qui hydrolyse en deux ou trois jours l'amidon de la céréale cuite. Ensuite commence la fermentation alcoolique proprement dite, sous l'influence des levures apportées par l'air.
- α-amylase, glucoamylase

L'amidon est formé de résidus glucose (D-Anhydroglucopyranose) reliées entre eux, soit par des liaisons α(1→4), soit par des liaisons α(1→6) qui sont à l'origine de ramifications dans la structure de la molécule. Il est constitué de deux polysaccharides, l'amylose et l'amylopectine. L'amylose est un polymère de résidus glucose reliés par des liaisons osidiques α(1→ 4)  alors que l'amylopectine est une molécule ramifiée avec de longues branches toutes les 24 à 30 unités glucoses, liées par l'intermédiaire des liaisons α(1→6).
Zhang et als ont identifié 71 protéines sécrétées par la souche SU16 d'A. oryzae, utilisée pour fabriquer le vin de Shaoxing. Beaucoup sont des enzymes impliquées dans la dégradation hydrolytique de l'amidon (des α-amylases, des glucoamylases B et leurs produits protéolytiques), des protéines, des parois cellulaires etc. Parmi les enzymes protéolytiques, les plus abondantes sont l'oryzine, la pepsine, la protéase neutre II, et alanyl dipeptidyl peptidase. Le profil des protéines sécrétées varie en fonction du milieu de culture.
L'α-amylase est une glycosidase qui coupe les liaisons α-1,4-glucosidique du substrat, au hasard au milieu des chaînes. Cette hydrolyse libère essentiellement du maltose, de l'isomaltose, des monomères de glucose et des dextrines résiduelles. Les dextrines sont non fermentescibles. Alors que le maltose et l'isomaltose (formés de deux unités de glucose) et le glucose lui-même, sont fermentescibles.
L'α-amylase est une enzyme dite « protéolytique alcaline » car elle agit en milieu alcalin comme une enzyme naturelle en favorisant le travail de la digestion. On prétend d'ailleurs que la fabrication archaïque du saké était tributaire de la salive (amylase salivaire) de jeunes vierges, qui étaient chargées de mâchonner le riz pour l'imprégner de salive !
La glucoamylase (ou γ-amylase) libère les unités de glucose une à une, à partir de extrémité non réductrice du polymère attaqué. Elle hydrolyse l’amylopectine et l’amylose complètement en D-glucose. Elle est aussi bien capable d’hydrolyser les liaisons α(1→ 6) que les liaisons α(1→ 4) ou α(1→ 3). Les glucoamylases sont produites par A. oryzae lors de fermentation sur substrat solide comme à la surface de son de blé, de son de riz ou de farine de graines de coton etc. Elles sont principalement utilisées dans la production industrielle de sirop de glucose, de sirop de maïs riche en fructose et d'alcool.

## Liste des formes et variétés

### Formes
Selon MycoBank (18 février 2023) :
Aspergillus oryzae f. oryzae
Aspergillus oryzae f. roseus Murak., 1971
Aspergillus oryzae f. rugosus Murak., 1971

### Variétés
Selon MycoBank (18 février 2023) :
Aspergillus oryzae var. basidiferus Costantin & Lucet, 1905
Aspergillus oryzae var. brunneus Murak., 1971
Aspergillus oryzae var. effusus (Tirab.) Y. Ohara, 1951
Aspergillus oryzae var. fulvus T. Yamam.
Aspergillus oryzae var. globosus Sakag. & K. Yamada, 1944
Aspergillus oryzae var. magnasporus Sakag. & K. Yamada, 1944
Aspergillus oryzae var. microsporus Sakag. & K. Yamada, 1944
Aspergillus oryzae var. microvesiculosus Y. Ohara, 1952
Aspergillus oryzae var. oryzae , 1884
Aspergillus oryzae var. pseudoflavus (Saito) Y. Ohara, 1953
Aspergillus oryzae var. sporoflavus Y. Ohara, 1953
Aspergillus oryzae var. tenuis Y. Ohara, 1952
Aspergillus oryzae var. variabilis (Gasperini) Y. Ohara, 1953
Aspergillus oryzae var. viridis Murak., 1971
Aspergillus oryzae var. wehmeri (Costantin & Lucet) Y. Ohara, 1953

## Systématique
Le nom correct complet (avec auteur) de ce taxon est Aspergillus oryzae (Ahlb.) Cohn, 1884.
L'espèce a été initialement classée dans le genre Eurotium sous le basionyme Eurotium oryzae Ahlb., 1878.
Aspergillus oryzae a pour synonymes :
- Aspergillus oryzae (Ahlb.) Cohn, 1884
- Eurotium oryzae Ahlb., 1878

## Publication originale
- (de) F. Cohn, « Über Schimmelpilze aIs Gährungserreger », Jahresbericht der Schlesischen Gesellschaft für Vaterländische Cultur, Allemagne, vol. 61,‎ 1884, p. 226-230 (lire en ligne).